# Die Auferstehung der Adila
Adila, oder auch Die Auferstehung der Adila ist eine Erzählung aus den Geschichten aus Tausendundeiner Nacht. In der Arabian Nights Encyclopedia wird sie als ANE 432 gelistet (→ Tausendundeine Nacht – Liste der Geschichten). Sie ist eine Binnengeschichte der größeren Erzählung von Sultan Salim von Ägypten.
In der Geschichte wird eine verstorbene Ehefrau zurück ins Leben gerufen, mit ungeahnten Folgen.

## Handlung
Einst lebte in Arabien ein junger Seidenhändler mit seiner Frau Adila, die eine der schönsten Frauen Asiens war. Das Paar war in tiefer Liebe verbunden. Eines Tages sprachen sie über die Möglichkeit durch den Tod getrennt zu werden und der junge Mann schwör seiner Gattin, dass er im Falle ihres Ablebens die ganze Nacht über ihrem Grabe weinen werde. Adila erwiderte, dass sie im Falle seines Ablebens, dass sie sich am Grab zu Tode hungern werde, wenn der Schmerz sie nicht wieder mit ihrem Gatten vereinen werde.
Bald darauf erkrankte Adila und erlag schließlich der schweren Krankheit. Ihr Gatte hielt seinen Schwur und weinte noch immer an ihrem Grab, als der Morgen schon anbrach. Das Schluchzen und Weinen des Mannes bemerkte ein Geist, der an dem Grabe hauste. Er bekam Mitleid und als der Mann ihm auf Nachfrage erklärte, was er verloren hatte, dass er Adila zurück ins Leben rufen könne. Der Mann bat ihn heftig darum und so erfüllte ihm der Geist den Wunsch und verschwand, als die ins Leben zurückgekehrte Adila den Kopf wieder erhob. Das Paar war wieder glücklich vereint.
Da Adila nur mit ihrem Leichentuch bekleidet war, eilte ihr Mann nach Hause, um ihr angemessene Kleidung zu holen. Doch dann kam der Sohn des Königs mit seinen Gefolgsleuten am Friedhof vorbei und sah die seltsame, doch bildschöne Gestalt von Adila. Einer seiner Gefolgsleute wollte dem Prinzen einen Gefallen tun und schlug ihm vor die Schöne in seinen Palast zu führen, was dieser bejahte, wenn die Frau denn unverheiratet sei. Der Höfling ging zu Adila und fragte sie, ob er sie in den Palast des Prinzen führen dürfe, was Adila bejahte, mit dem Zusatz, dass sie niemandem gehöre. Daraufhin führte der Höfling sie in den Harem des Prinzen.
Als Adila Gatte zurückkam und bemerkte, dass seine Frau verschwunden war, brach er in Tränen aus und begann seine Frau zu suchen. Als er erfuhr, dass sie in den Harem des Prinzen gebracht worden war, ging er zum Palast und flehte den Prinzen an, seine Frau freizulassen. Der Prinz war verwundert und bestritt, dass er die Frau gegen ihren Willen entführt habe; und schon gar nicht als verheiratete Frau. Der Prinz bot an, ihm alle Frauen seines Harems zu zeigen; wenn der Mann aber die Unwahrheit sage und sich seine Frau nicht im Harem befinde, werde ihn seine vorwitzige Neugier den Kopf kosten. Der Mann stimmte zu und der Prinz präsentierte ihm alle Frauen seines Harems, auch Adila.
Der Mann war überglücklich seine Gattin zu sehen, doch Adila erklärte zornig, dass der Mann sie geraubt und auf dem Gottesacker lebendig habe begraben wollen. Dann forderte sie den Prinzen auf, den Mann hängen zu lassen. Der Mann war zu entsetzt, um den Mund aufzumachen und sich zu verteidigen. Der Prinz war entsetzt und ließ den Mann zum Galgen schleppen. Da erschien der Geist wieder und fragte den Henker, wie er dazu komme einen Unschuldigen hinzurichten, worauf der Geist und der Mann zum Prinzen geführt wurden.
Der Geist erklärte dem Prinzen, dass er von Adila betrogen war und sie tatsächlich die verstorbene Ehefrau des Mannes war, der er das Leben zurückgegeben habe. Doch eine solche Frau sei unwürdig zu leben, weshalb sie wieder sterben werde. Der Geist ermahnte den Prinzen, Adilas Gatten nicht hinzurichten und verschwand.

## Hintergrund

### Textherkunft
Im Kontext von Tausendundeine Nacht findet sich die Geschichte ausschließlich in der Übersetzung von Max Habicht, der auf die von Édouard Gauttier erweiterte Ausgabe (1822–1823) von Antoine Gallands Adaption von Tausendundeine Nacht zurückgriff. Die Geschichte stammt möglicherweise aus einem unbekannten arabischen oder persischen Manuskript.

### Rezeption
Die Geschichte um Adila existiert in der arabischen Erzählung und Literatur spätestens im 11. Jahrhundert; etwa im Masari' al-'ushshaq von Ibn al-Sarradsch (gest. 1108). Spätere Rezeption erfolgte etwa in Tazyin al-aswaq von Dawud al-Antaki (gest. 1599) und im Nawadir von al-Qalyubi (gest. 1658).

### Interpretation
Nach Ansicht der Autoren der Arabian Nights Encyclopedia entspricht das Märchen dem Erzähltyp von Die drei Schlangenblätter (ATU 612) aus Grimms Märchen (KHM 16). Sie gehen weiter davon aus, dass aus Gauttier die Geschichte als eine apokryphe Legende über Jesus präsentiert, der sowohl zur Wiederbelebung der Frau als auch zur Rettung des Mannes erscheint, um die Frau wiederzubeleben und den Mann zu retten, wobei er am Ende die verräterische Frau endgültig tötet.

## Ausgaben
- Max Habicht: Tausend und eine Nacht – Arabische Erzählungen, F.W. Hendel Verlag, Leipzig 1926 (Erstausgabe 1824–1843), Band 9, S. 170–176.